# Levi's

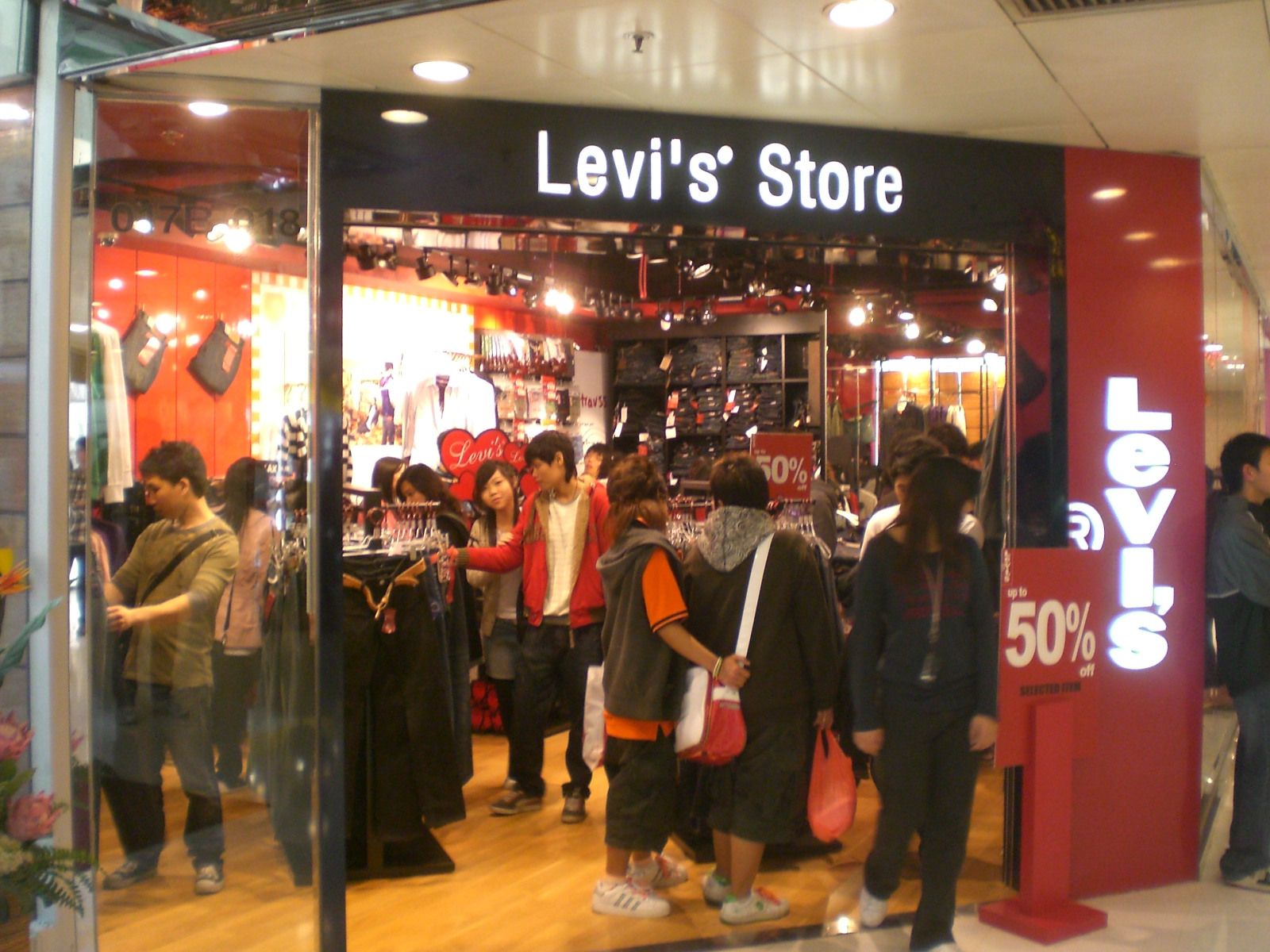
香港元朗廣場分店

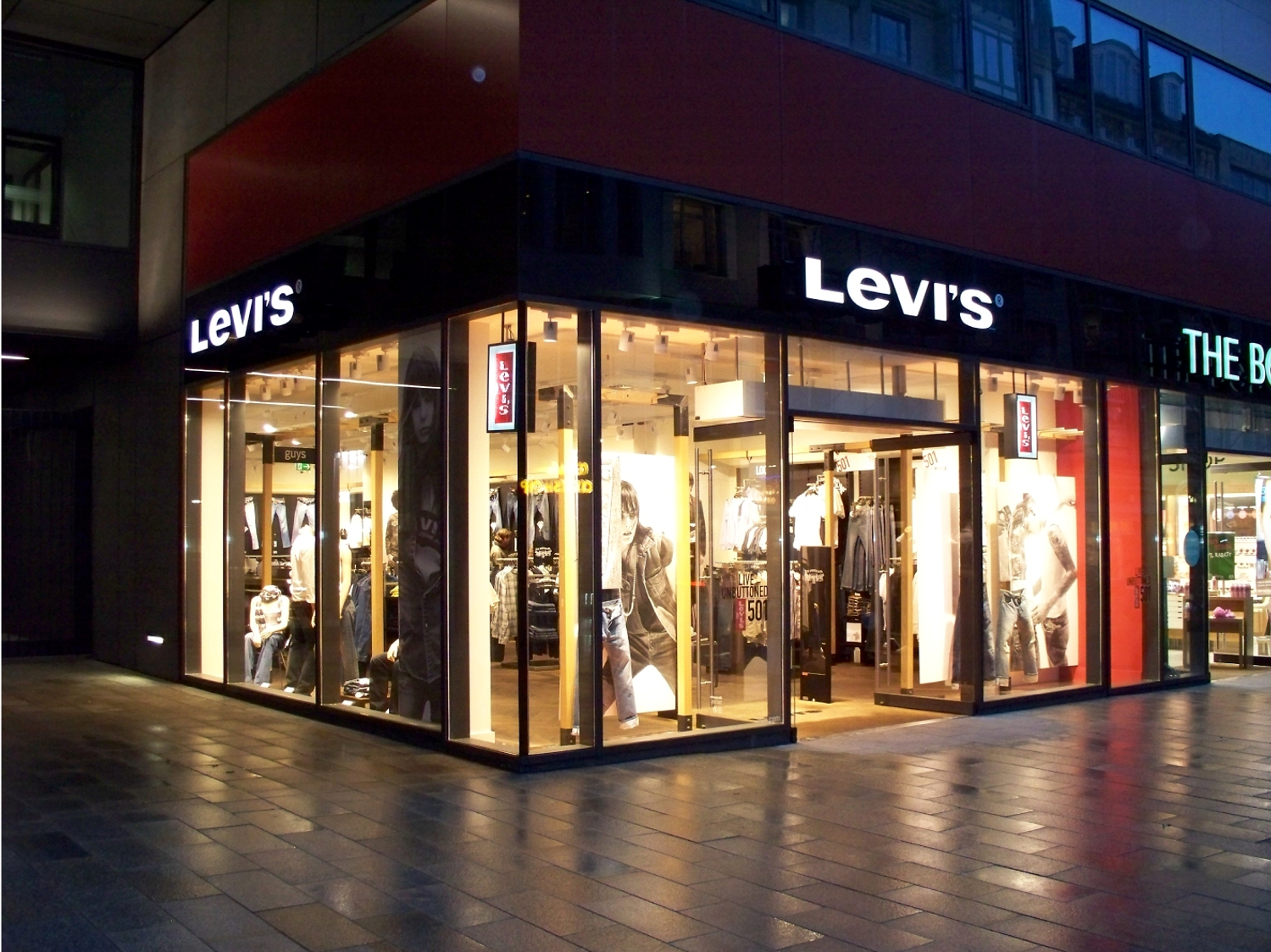
德國萊比錫分店

李維斯公司（英語：Levi Strauss&Co.，簡稱）是美國一家私人的服裝公司，在全球以其Levi's品牌的牛仔布牛仔褲而聞名。它成立於1853年5月，當時創辦人李維·史特勞斯從巴伐利亞王國布滕海姆到加利福尼亞州旧金山開設其兄弟紐約乾貨業務的西海岸分支。該公司的總部位於舊金山的Levi's廣場。

## 歷史
創始人李維·史特勞斯在1850年左右的舊金山，將原本用來製作帳幕的粗糙帆布替當時的採礦工人製作了第一條Levi's牛仔褲，因為牛仔褲的耐用迅速的獲得了採礦工人的歡迎。
直至1990年代，這個品牌正面對來自海外其他品牌及較便宜產品的競爭。在美國及加拿大的生產設施已關閉而製成品的供應則來自中國大陆、香港、莱索托、巴基斯坦、多明尼加共和國、哥倫比亞、菲律賓、越南及墨西哥等地。
2019年3月21日，Levi's重新在紐約証券交易所掛牌上市，每股招股價17美元，發行3670萬股，集資6.233億美元，其中李維·史特勞斯家族成員出售1960萬股，估將進帳3.334億美元
2023年3月25日，Levi's宣布將與荷蘭人工智慧技術業者Lalaland.ai合作，將以人工智慧技術生成的數位模特兒展示旗下服飾，預計從2023年下半年開始測試。Levi's表示，此為其數位化轉型作法一部分，但不少看法認為實際是為了降低支付專業模特兒的費用開銷。

## 產品
利惠公司的產品組合包括：
| - Red T - Signature - Type 1 - Engineered - Circle R - Red Loop | - Vintage Clothing（L.V.C） - Next Cube Blue Print (N3BP) - Capital E - Blue - Premium - Orange - Fenom - LEVI’S® Made & Crafted®（LMC） |

在2000年，在星期日泰晤士報及英國第四台的調查，Levi's501s的自助洗衣店廣告被稱為第六佳的電視廣告．

### RedWire DLX Jeans
利惠公司最近設計了一條能控制穿著者蘋果ipod音樂播放器的牛仔褲。RedWire DLX Jeans將會備有配合ipod遙控的袋口以及其設計完全配合聽筒的使用．這件產品已在2006年8月出售，售價將為US$200(£114)。台灣也已經正式在Levi's專賣店發售。
利惠公司並不是第一位製造配合ipod服裝，但相信是第一位製造有關的長褲或牛仔褲。暫時未有圖片或資料有關怎樣清潔RedWire DLX Jeans。

## 款式

### Levi's 501
501是Levi's生产历史最长的款式之一，其样式不断在改变。Levi's經典代表設計即是原先大部分牛仔褲的褲檔拉鍊設計，將其改為直排扣環設計。
2010款501是直切的，因此大腿更加紧而小腿较松。裆缝是比较短，切割到选择合适的小尺寸深。它有许多水洗和颜色（包括蓝、黑、白、米色）供选择。
而2008年底之前的“501”的特点是大腿和裤口的宽度略窄，以及不同的口袋设计。“Vintage1955 501”是於1955年的501复刻版。Levi's自1986年以来已发展到众多广告和最流行的牛仔裤的车型之一。
在第二次世界大战期间，501为美国陆军供货。为了节省时间和材料，它放弃了背面口袋上的刺绣“翅膀”，以印花来代替。

### Levi's 507
507是一个bootcut款式，但撞钉较轻薄。512款式被引入作为507系列的现代变体。

### Levi's 510
使用Levis 511版型再做修改，製成版型上更窄更貼身的Super Skinny Fit版型。約莫於2013年至2014年，Levi's 510逐漸在世界各地開始大放異彩流行。Levi's 510也是當今Levi's所有褲款中最窄最緊身的牛仔褲款式。

### Levi's 511
511型是一种低腰的紧身款式（Slim Fit），锥形裤管配以相应的牛仔裤拉链。雖511定義為窄版版型，但其實後來Levis又推出更加窄身的Levi's 510系列褲款。

### Levi's 512
512型是一种中高腰緊身款式，配以拉鍊门襟。与502系列相比，整體更貼身，裆部更深，褲腳收窄，属于貼身型窄腳裤。

### Levi's 525
525是一种带拉链的高腰款式，较有弹性，通常作为女装牛仔裤。

### Levi's 527
527是一种低腰型直筒裤，风格狂野。

## 醜聞
2012年11月20日，綠色和平在中國北京市發布《潮流•污流：全球時尚品牌有毒有害物質殘留調查》報告，指出多間知名時尚品牌服裝在生產過程中使用可以導致不孕及致癌等有毒物質，不僅殘留於產品中，還因廠商胡亂排放而進入了食物鏈，毒害民衆；名單上包括Levi's。
報告調查源於綠色和平在世界各地購買141件服裝樣品，檢測發現89件含有壬基酚聚氧乙烯醚，幾乎涉及全部品牌。壬基酚聚氧乙烯醚被廣泛使用於紡織物的印染和水洗環節，排放到環境中會迅速分解成為毒性更強的壬基酚，壬基酚能夠干擾內分泌系統，並且影響生殖系統，難以降解，又可以通過食物鏈累積。另外，綠色和平在大多數樣品上都檢測出多種有害工業化學品。